# 柯爾特M1905半自動手槍
柯爾特M1905（英語：Colt Model 1905），是一款由美国著名枪械設計師约翰·勃朗宁所設計、並且由柯爾特專利槍械生產公司在20世紀初期生產的單動操作式半自動手槍，亦是為了回應美國軍方對軍用手槍所要求超過.38口徑的大口徑要求、將M1902的口徑更改為.45口徑的進一步改進和發展型，以及世界上第一款發射.45 ACP口徑手枪子彈的手槍。

## 背景
由於美国陆军認為，當時列裝的柯爾特M1892 .38口徑手槍的制止力並不足夠，還建議採用口徑最少為.45（11.43毫米）的手槍彈藥，柯爾特專利槍械生產公司遵照其歷史軌跡當中口徑達到.45英吋的單動式陸軍轉輪手槍，研發了該半自動手槍，並且獲美軍發出採購200把的訂單用以讓當局進行測試。
1904年9月，柯爾特開始了其設計工作，並且於1905年完成；同年6月，該槍是參與美軍.45口徑手槍的競標當中第一款交付的型號。從1907年1月開始，常規型號和手槍型卡賓槍型號都開始接受軍事評估，並均取得了優異的成績。在軍事評估當中，據說它比保留在最終選擇當中的.45口徑型魯格P08更為出色，可缺少保險裝置，只是.45口徑的P08實際上在很多方面也存在問題。但是，美國政府與軍方有意優先考慮由本國所自行研發的槍械，加上柯爾特的遊說得力，M1905所得到的結論是“參加試驗的型號當中最佳的，只是所採用的系統仍存在改進空間”。
為此，柯爾特開始加大.45口徑半自動手槍的研發力道，並且將柯爾特M1903的機構整合到M1905當中，使得該武器得以進一步開發。先是經過了M1907、M1909兩種改進型、1910年再研製出M1910；直到1910至11年，終於研製了成為美國陸軍制式手槍的完成型柯爾特M1911時才結束。
M1905並未在包括美國陸軍在內的軍隊當中獲得採用，但該設計是半自動手槍，而且採用了.45口徑的大口徑彈藥，因而成為了半自動手槍的熱門話題，使得它得以生產出來並且出售給民用市場。私人市場的生產從1905年9月下旬至10月初開始，第一批產品於同年12月發貨。即使如此，該武器在商業市場方面仍不獲重大成功；但事實證明，其設計對未來手槍的研發具有重要的意義。
本文概述的解決方案已獲廣泛採用和改進，但直到目前為止，它們已經以其基本形態證明了自己的意義。枪械設計師约翰·勃朗宁本人在此提供了一個示例。白朗寧繼續考慮要贏得軍用手槍的合同，並且注意了所需彈藥的要求。他找回了.45長柯爾特手槍子彈的模樣作參考對象，將其彈殼長度縮短到23毫米，並藉以提供了其.45口徑子彈方案。其後，經過改進手法變成了.45 ACP口徑彈藥；而在這種口徑以上研發的新型手槍型號，就是柯爾特M1905。從這種武器到1911年，設計師倆研發了各種原型，最終才成為美軍制式手槍，柯爾特M1911。
在柯爾特M1911的競爭規模過大以下，從1905年到1911年間，柯爾特僅僅生產了6,100把M1905 .45 ACP口徑半自動手槍；其中，手槍型卡賓槍型號生產了440把，但實際上，僅有408套附有一體式槍托型槍套。除此之外，該槍還面臨強度問題，從序列號3,600開始，這些問題變得更為嚴重。其後，該公司取代了各種較老舊的生產方式，這些武器可以通過不同的拋光顏色來識別。第一把柯爾特M1905半自動手槍裝有開槽式木製握把，後來被附有肋條的硬橡膠外殼握把所取代。
由於該槍的生產量較少和所採用的閉鎖系統，柯爾特M1905半自動手槍是令收藏家為之垂涎的武器之一。

## 技術
M1905半自動手槍是柯爾特公司所生產的第一把採用了.45 ACP口徑、後座式自動裝填的單膛室手槍，基本上是M1902的槍管和膛室的放大版本，同時由於保留了其內部結構，其操作原理與其生產的前型、.38柯爾特無緣無煙口徑的柯爾特M1902相同。像這樣，槍管和全尺寸套筒會被位於後端的鉸鏈鎖定，而這鉸鏈的運轉會使得槍管後端的頂部所具有的三排組合式凸耳與套筒在拋殼口前方的內部銑削出來的凹槽嚙合，以承受.45 ACP的強大膛壓，以及承受套筒和底把兩方面的後座力。。與M1902相似的是，擊錘有多種類型（有兩種類型：圓形短樁式擊錘和低矮的馬刺式擊錘）。
當槍管和槍口帽在擊發以後後退時，槍管通過鉸接在握把底把前後的鉸鏈被下拉至平行同時完成開鎖（白朗寧美國專利580,924，1897年4月20日）。這個在美國被稱為“平行標尺”的系統，其後在進一步的發展當中，移除連接至槍管前部的鉸鏈，並且僅以連接至槍管後部的鉸鏈傾斜並且完成開鎖的，被稱為白朗寧系統。由拇指操作的保險擋塊安裝在槍身的左側，它既可以鎖住扳機，也可以將套筒鎖定在開放位置。
這第一款.45口徑半自動手槍的彈匣可容納7發子彈。除了表面處理，握把材料等不同的多種規格以外，還有一款手槍型卡賓槍型號，該型只要在底把的握把尾部裝上一體式槍托型槍套即可。

## 圖集

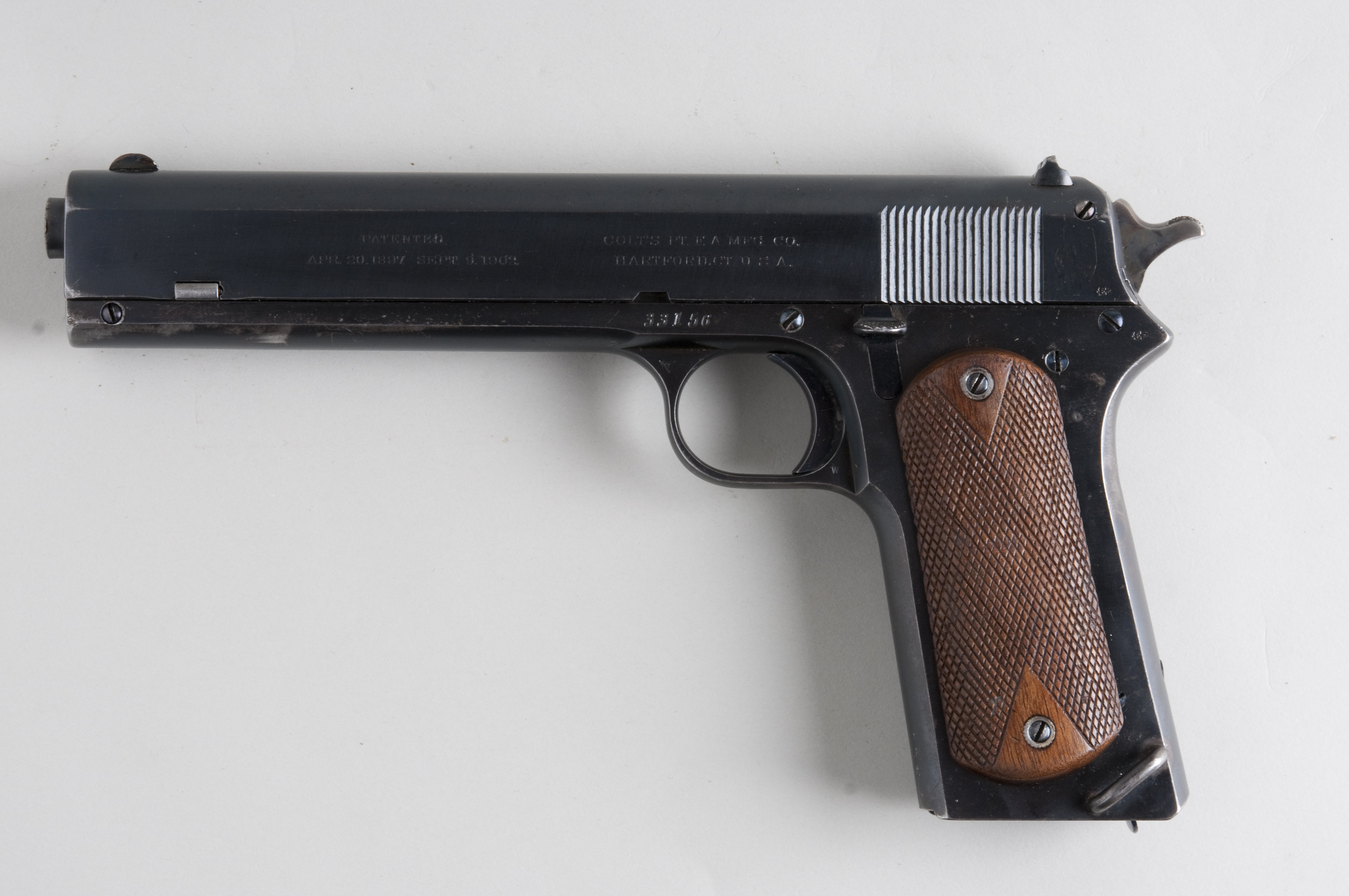
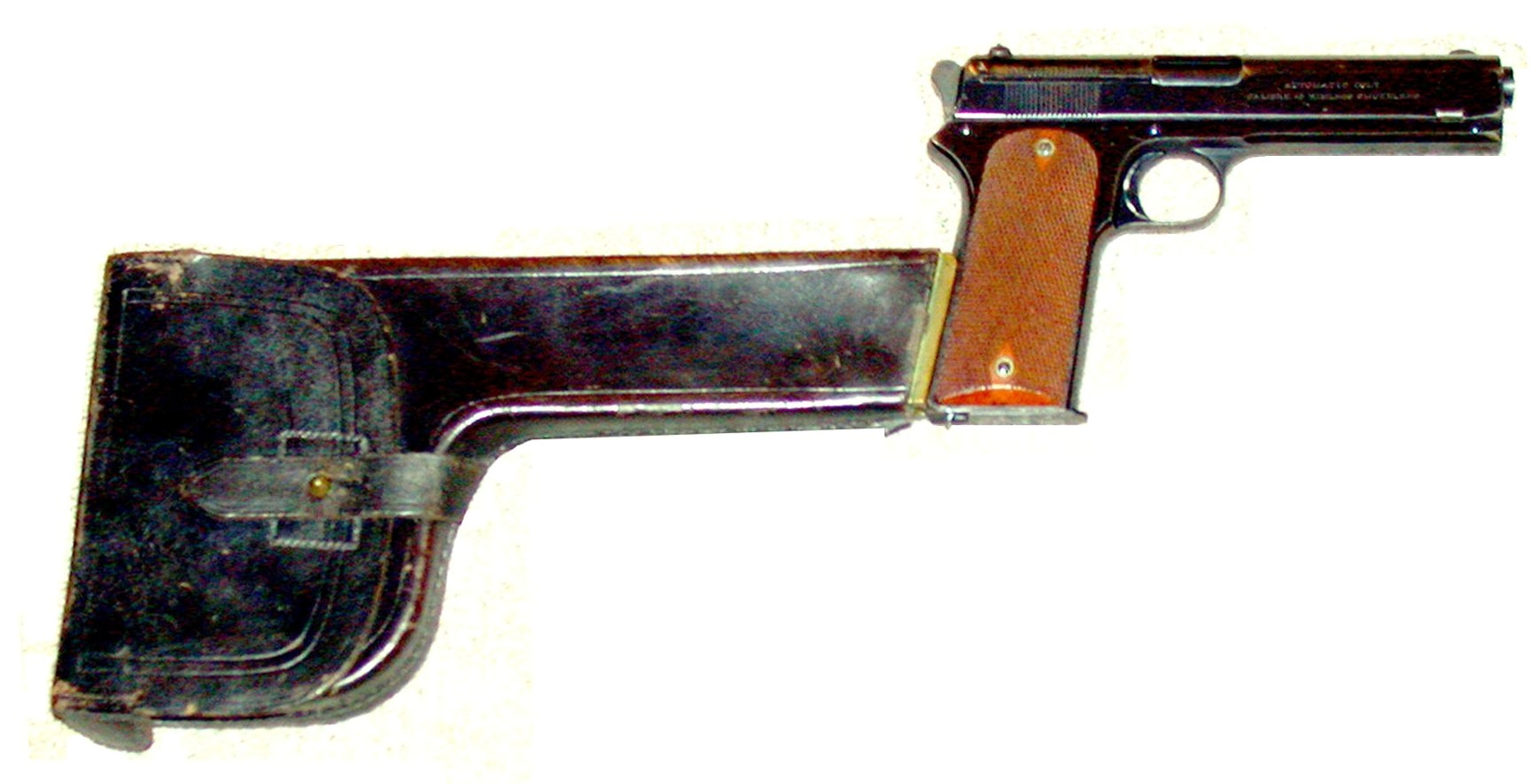
裝上了一體式槍托型槍套而成為手槍型卡賓槍的軍用型M1905
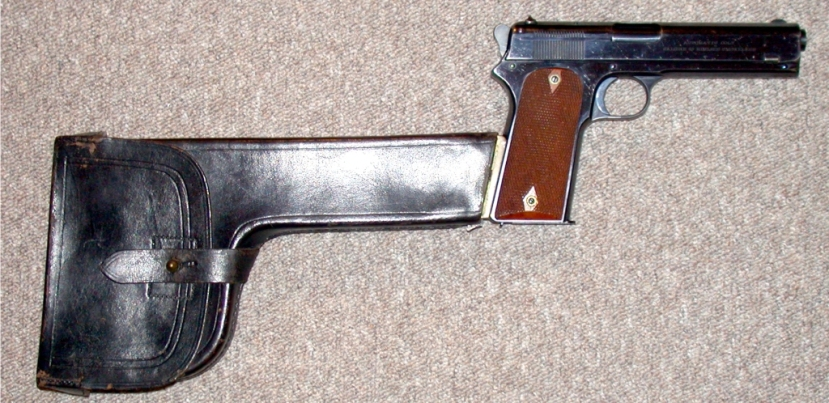
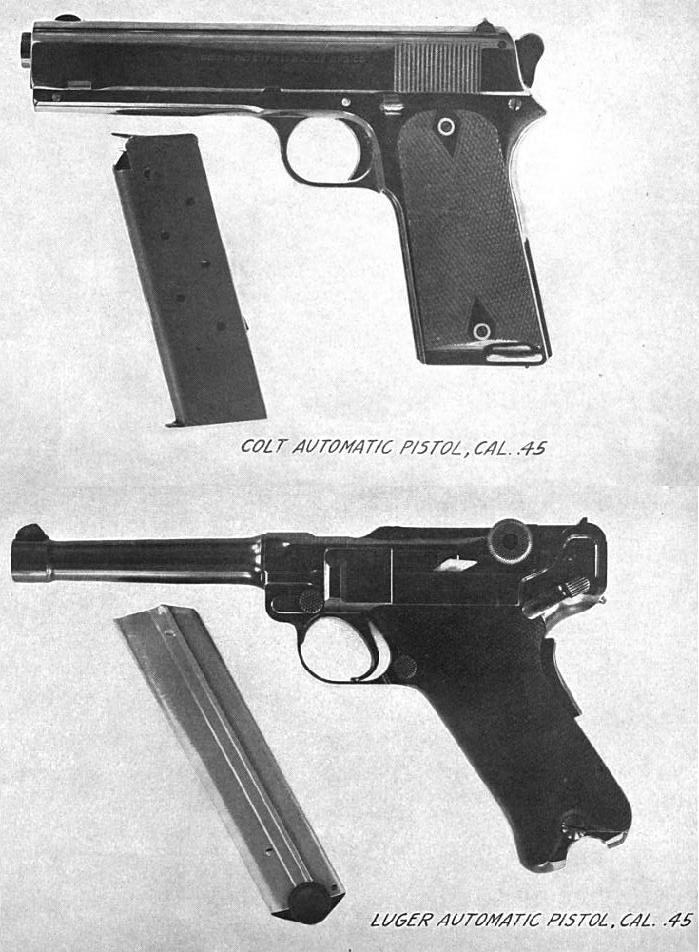
1907年，M1905被用以跟.45口徑的魯格手槍進行測試，留意其「骨刺型」擊錘。

## 資料來源
1. ↑  M1905の内部構造の図（HANDGUNS OF THE WORLD＞The Colt Model 1905 Automatic Pistol＞Barrel Locking Lugs （页面存档备份，存于） ※2019年10月8日閲覧）

## 外部連結
- （英文）—Tactical-Life.com—Gun Review: Colt Model 1905 Pistol （页面存档备份，存于）
- （英文）—The First .45 Auto: The 1905 and 1907 Colt Automatic Pistols （页面存档备份，存于）
- （英文）—Colt Model 1905 Semi-Automatic Pistol